# Boekverbranding en geleerdenbegraving
De boekverbranding en geleerdenbegraving (Traditioneel Chinees: 焚書坑儒; Vereenvoudigd Chinees: 焚书坑儒; Pinyin: fénshū kēngrú) is een term uit de traditionele Chinese historiografie voor twee legendarische gebeurtenissen op bevel van de eerste Chinese keizer, Qin Shi Huangdi, namelijk de vermeende boekverbranding in 213 v.Chr. en het levend begraven van 460 of meer confuciaanse geleerden in 210 v.Chr. Hierdoor zouden tal van filosofische verhandelingen van de Honderd Scholen van het denken verloren zijn gegaan, terwijl de officiële staatsfilosofie, het "legalisme", bewaard is gebleven.
Moderne wetenschappers betwijfelen de details van het verhaal in de Shiji (voltooid in ca. 90 v.Chr.), dat de belangrijkste historische bron vormt voor de gebeurtenissen. Dit komt onder meer omdat Sima Qian, de auteur, zijn verslag pas ongeveer een eeuw na de gebeurtenissen opschreef en een ambtenaar was van de Han-dynastie, waarvan verwacht kan worden dat hij ze op een voor de Qin-dynastie ongunstige wijze zou beschrijven. Hoewel het duidelijk is dat de Eerste Keizer vele werken die hij verwerpelijk vond liet verzamelen en vernietigen, dienden twee kopieën van alle Scholen bewaard te worden in keizerlijke bibliotheken. Deze werden echter pas verwoest in de strijd die volgde op de val van de Qin-dynastie (de Chu-Han-oorlog). Tegenwoordig wordt gedacht dat er waarschijnlijk wel een incident is geweest met geleerden, maar het waren geen "confucianen" en ze werden niet "levend begraven".

## Traditionele versie

### Bestraffing van de geleerden
Nadat Shi Huangdi in 221 v.Chr. China verenigde, zou – volgens Sima Qians Shiji ("Optekeningen van de hofhistoriograaf") – zijn grootkanselier (宰相 zǎixiàng) Li Si hebben voorgesteld om alle ideeën en politieke overtuigingen te stroomlijnen door intellectueel debat te verbieden. 

Grootkanselier Li Si zei: "Ik, uw dienaar, stel voor dat alle verslagen van historici, behalve die van Qin, verbrand worden. Met uitzondering van de academici wier taak het bezitten van boeken behelst, als iemand onder de hemelen exemplaren heeft van het Shijing [Boek der Liederen], het Shujing [Boek der Documenten], of de geschriften van de Honderd Scholen van het denken, dan zullen zij die bij de gouverneur of commandant inleveren voor verbranding. Eenieder die het waagt om het Shijing of het Shujing te bespreken, zal in het openbaar terechtgesteld worden. Eenieder die de geschiedenis gebruikt om het heden te bekritiseren, diens familie zal worden terechtgesteld. Iedere ambtenaar die de overtredingen ziet, maar ze niet rapporteert, is even schuldig. Eenieder die de boeken niet verbrandt binnen dertig dagen vanaf deze aankondiging, zal worden onderworpen aan brandmerking en als dwangarbeider mee moeten bouwen aan de Grote Muur. De boeken die worden uitgezonderd betreffen geneeskunde, wichelarij, landbouw en bosbouw. Wie belangstelling heeft voor wetten, zal deze in plaats daarvan onderwezen krijgen van ambtenaren."

Er waren drie categorieën boeken die Li Si politiek gezien het meest gevaarlijk vond. Dit waren poëzie (vooral de Shijing), geschiedschrijving (Shujing en vooral de historische verslagen van de andere Strijdende Staten die Qin had overwonnen) en filosofie. De antieke verzameling van poëzie en geschiedenisboeken omvatte vele verhalen over de deugdzame heersers van de oudheid. Li Si geloofde dat als de mensen deze werken zouden gaan lezen, de kans groot was dat ze een beroep zouden doen op het verleden en ontevreden zouden worden met het heden. De reden om tegen de verschillende denkscholen te zijn was dat zij ideeën voorstonden die dikwijls onverenigbaar waren met het totalitaire Qin-regime.

#### Consequenties
De omvang van de schade aan het Chinese intellectuele erfgoed is moeilijk te bepalen, omdat details niet zijn overgeleverd. Er zijn echter enkele feiten die aangeven dat de consequenties van deze gebeurtenis, hoewel blijvend, niet erg uitgebreid waren. Ten eerste wordt in Li Si's mémoires geschreven dat alle technologische boeken gespaard dienden te worden. Ten tweede werden zelfs de "afkeurenswaardige" boeken, met name poëzie en filosofie, bewaard in keizerlijke archieven en ook officiële geleerden mochten ze behouden.
Van de verscheidene vermelde categorieën hebben vooral geschiedenisboeken het moeten ontgelden en een van de grootste verliezen in de oudheid geleden. Er zijn extreem weinig staatsgeschiedenisboeken van voor de Qin overgeleverd. Li Si verklaarde dat alle geschiedenisboeken die niet Qins interpretatie van het verleden volgden verbrand moesten worden. Het is niet duidelijk of alle exemplaren van deze boeken werden verbrand of dat er enkele in de keizerlijke archieven mochten blijven. Zelfs als sommige geschiedenissen bewaard zijn gebleven, zouden ze alsnog kunnen zijn vernietigd toen vijandige rebellen in 206 v.Chr. de keizerlijke paleizen van Qin verwoestten waarin de archieven zeer waarschijnlijk gehuisvest waren.

#### Latere boekverbrandingen
Aan het einde van de Qin-dynastie werd de nationale administratie in het Epangpaleis vernietigd door brand. De Tang-dynastie-dichter Zhang Jie ((zh) ) schreef een gedicht (getiteld 焚书坑, Fen Shu Keng, "Kuilen voor Boekverbranding") over het beleid van vernietiging door zowel de Qin-dynastie als de rebellen (met als voorbeelden de rebellenleiders Liu Bang en Xiang Yu, die na elkaar de hoofdstad Xianyang veroverden):

Terwijl de rook van brandende bamboe en zijde optrekt, is het keizerrijk verzwakt.

(De) Hangu-pas en de Gele Rivier bewaken vergeefs het domein van Qin Shi Huangdi.

Kuilen van as waren nog niet koud, wanorde heerste ten oosten van het Xiao-gebergte.

Het bleek dat Liu Bang en Xiang Yu niet konden lezen.